# Marc Somers
Pour les articles homonymes, voir Somers.
Marc Somers (né le 28 juin 1961 à Duffel,) est un coureur cycliste belge. Il évolue au niveau professionnel durant les années 1980.

## Biographie
En 1981, Marc Somers se distingue chez les amateurs en remportant le Tour du Chili ainsi que le Ruban granitier breton. Il devient également  vice-champion de Belgique sur piste, dans la poursuite individuelle et par équipes. L'année suivante, il finit deuxième de la Flèche d'or, ou encore troisième du Tour des Flandres amateurs et de Troyes-Dijon. Il représente par ailleurs son pays au championnat du monde sur route amateurs.
Il passe finalement professionnel en 1983 au sein de l'équipe Europ Decor-Dries. Bon rouleur, il finit troisième du Grand Prix Eddy Merckx, quatrième du prologue du Tour de Catalogne et cinquième du contre-la-montre final du Tour d'Italie. Il s'illustre également au printemps 1984 en gagnant le prologue du Tour d'Aragon. Quelques mois plus tard, il participe au Tour de France, où il se classe treizième du prologue. Il est cependant contraint à l'abandon lors de la onzième étape (Pau- Guzet-Neige), qui se tient sur un parcours montagneux.
En 1986, il intègre la structure Lotto, après une saison passée chez Hitachi-Splendor-Sunair. Durant l'été, il s'impose sur la Course des raisins et termine troisième du prologue du Tour des Pays-Bas. Il rejoint ensuite la formation espagnole Dormilón-Campagnolo en 1987. Sous ses nouvelles couleurs, il remporte le prologue du Tour des vallées minières. Il conclut sa saison avec l'équipe belge SEFB-Gipiemme, avant de mettre un terme à sa carrière professionnelle.

## Palmarès

### Palmarès amateur
- 1981
  - Tour du Chili
  - Ruban granitier breton
  - 2e du championnat de Belgique de poursuite amateurs
  - 2e du championnat de Belgique de poursuite par équipes amateurs
  - 2e de Bruxelles-Opwijk
- 1982
  - 2e de la Flèche d'or (avec Luc Branckaerts)
  - 3e du Tour des Flandres amateurs
  - 3e de Troyes-Dijon

### Palmarès professionnel
- 1983
  - Prologue du Tour d'Andalousie (contre-la-montre par équipes)
  - 3e du Grand Prix Eddy Merckx
- 1984
  - Prologue du Tour d'Aragon
- 1986
  - Course des raisins
- 1987
  - Prologue du Tour des vallées minières

## Résultats sur les grands tours

### Tour de France
1 participation
- 1984 : abandon (11e étape)

### Tour d'Italie
1 participation
- 1983 : 128e